# Startsevo
Startsevo (Bulgaars: Старцево, Grieks: Στάρτσοβο) is een dorp in het zuiden van Bulgarije, niet ver van de Griekse grens. Het dorp is gelegen in de gemeente Zlatograd in de oblast Smoljan. Het dorp ligt hemelsbreed ongeveer 33 km ten zuidoosten van de regionale hoofdstad Smoljan en 200 km ten zuidoosten van Sofia.

## Bevolking
Op 31 december 2020 telde het dorp Startsevo 2.002 inwoners.
| Bevolkingsontwikkeling tussen 1934 en 2020          |
| --------------------------------------------------- |
|                                                     |
| Bron: Nationaal Statistisch Instituut van Bulgarije |

In het dorp wonen nagenoeg uitsluitend etnische Bulgaren. In de optionele volkstelling van 2011 identificeerden 2.040 van de 2.054 ondervraagden zichzelf als etnische Bulgaren, terwijl 14 ondervraagden een 'andere' etniciteit aangaven en 247 inwoners niet werden ondervraagd.
| Etnische samenstelling van de respondenten (2011) | Etnische samenstelling van de respondenten (2011) | Etnische samenstelling van de respondenten (2011) | Etnische samenstelling van de respondenten (2011) | Etnische samenstelling van de respondenten (2011) |
| ------------------------------------------------- | ------------------------------------------------- | ------------------------------------------------- | ------------------------------------------------- | ------------------------------------------------- |
|                                                   |                                                   |                                                   |                                                   |                                                   |
| Bulgaren                                          | Bulgaren                                          |                                                   | 99,3%                                             | 99,3%                                             |
| Turken                                            | Turken                                            |                                                   | 0,0%                                              | 0,0%                                              |
| Roma                                              | Roma                                              |                                                   | 0,0%                                              | 0,0%                                              |
| Anders/Onbekend                                   | Anders/Onbekend                                   |                                                   | 0,7%                                              | 0,7%                                              |